# Scuba Diving
Scuba Diving è un singolo dei cantanti italiani Olly e Joe Viegas e del produttore discografico italiano Jvli, pubblicato il 14 gennaio 2022.

## Descrizione
Il brano, scritto dai tre artisti, è prodotto da Clive Giovanni Viegas, in arte Joe Viegas, e Julien Boverod, in arte Jvli.

## Video musicale
Il video musicale, diretto da Matteo Croci, è stato pubblicato il 9 febbraio 2022 attraverso il canale YouTube di Olly.

## Tracce
Testi e musiche di Federico Olivieri, Clive Giovanni Viegas e Julien Boverod.
1. Scuba Diving – 2:37